# Viadanica
Viadanica é uma comuna italiana da região da Lombardia, província de Bérgamo, com cerca de 1.026 habitantes. Estende-se por uma área de 5 km², tendo uma densidade populacional de 205 hab/km². Faz fronteira com Adrara San Martino, Predore, Sarnico, Vigolo.

## Demografia
| Variação demográfica do município entre 1861 e 2011                               |
|                                                                                   |
| Fonte: Istituto Nazionale di Statistica (ISTAT) - Elaboração gráfica da Wikipedia |